# Къща на улица „Гоце Делчев“ № 55 и 57
Къщата на улица „Гоце Делчев“ № 55 и 57 (на македонска литературна норма: Куќа на улица „Гоце Делчев“ бр. 55 и 57) е възрожденска къща в град Щип, Република Македония. Къщата е обявена за значимо културно наследство на Република Македония.

## Архитектура
Сградата е разположена улица „Гоце Делчев“ № 55 и 57 и е типичен пример за градската архитектура от втората половина на XIX век. Състои се от приземие и кат – приземието е от камък, а етажът е паянтова конструкция. Къщата има силно издадени напред еркери, подпрени с косници. Към улицата има дървени порти. Прозоречните отвори са украсени с дъсчени обшивки.